# Mutantia
Mutantia fue una revista argentina de orientación eco-espiritual, publicada por el poeta Miguel Grinberg en Buenos Aires entre los años 1980 y 1987. Durante esa década, se ofreció como un experimento de comunicación comunitaria transformadora. Promovió durante los años 1982/87 el funcionamiento de la Multiversidad de Buenos Aires, la cual era una iniciativa no-gubernamental dedicada a las prácticas pedagógicas independientes. Durante ese mismo período, Grinberg fue parte de un movimiento llamado La Cultura del Futuro, junto al filósofo Luis Jorge Jalfen y los pensadores Leonardo Sacco, Fabricio Simonelli, Jorge Bolívar y Alejandro Piscitelli. Los dos primeros realizaron el programa radial Agenda Invisible por Radio Municipal de Buenos Aires, junto al novelista Rodolfo Rabanal, el cineasta Alberto Fischerman y el poeta Raúl Vera Ocampo.
Otras ediciones relacionadas con Grinberg y Mutantia son:
- En 1990, editó la revista Cuestión de Vida, trabajo práctico de las estudiantes del curso de Ecología en Taller Escuela Agencia (TEA).
- En 1999, publicó dos ediciones de Mutantia 21, complemento del programa radial Ecoscopio emitido por FM Cultura, Buenos Aires.
- En 2012, apareció el anuario Mutantia 25, subtitulado "Nuestro Espacio Supremo" y publicado por Ediciones del Nuevo Extremo.

## Libros
Mutantia publicó algunos libros documentales:
- "Todo Miguel Cantilo" con versos del cantautor,
- "Visionarios Implacables" (antología del Eco Contemporáneo) (1994) ISBN 950-9585-07-2
- "Hermana América", del monje trapense Thomas Merton (1993) ISBN 950-9285-06-4
- "Desarrollo Intuitivo" (Holodinámica del Sexto Sentido), de Miguel Grinberg (2005) ISBN 950-9285-12-9
- "Aguantando la caída", de Mabel Prelorán (1995) ISBN 950-9285-08-0
- "Terra da felicidade", de María Esther Gilio (1996) ISBN 950-9285-09-9